# Breaking the Law
«Breaking the Law» es una canción de la banda británica de heavy metal Judas Priest, incluida como la tercera pista del álbum British Steel de 1980. En mayo del mismo año se lanzó como el segundo sencillo del disco, alcanzando el puesto 12 en la lista UK Singles Chart del Reino Unido.
Fue escrita por Rob Halford, K.K. Downing y Glenn Tipton, la letra trata sobre un hombre que está aburrido de su vida cotidiana y ordinaria, y que decide darse una oportunidad para acabar con ello.

## Descripción

Ejemplo del riff principal de «Breaking the Law»

El tema comienza con reconocible riff de guitarra escrito en tono menor y posee un estribillo rítmico simple. Cerca de la mitad de la canción, hay una breve pausa donde Halford menciona «You don't know what it's like» seguido por un efecto de vidrios quebrados —que fue realizado con botellas de leche— y por una sirena de policía, que en realidad fue hecha con el trémolo de la Fender Stratocaster de Downing. Cabe mencionar que en las presentaciones en vivo, la canción incluye un breve solo de guitarra creado por Downing. En 2011 cuando se retira de la banda, dicho solo fue reescrito e interpretado por su reemplazo Richie Faulkner.

## Video musical
Para promocionarlo se grabó un vídeo musical que fue dirigido por Julien Temple. En él se muestra a Halford cantar en la parte trasera de un Cadillac que va rumbo a un banco y cuando llega entra junto con Tipton y Downing. En el banco asustan a la gente y Hill entra por una puerta trasera. Cuando llegan a la caja fuerte Halford rompe los barrotes y saca el disco de oro del álbum British Steel y lo muestra a la cámara de seguridad y cuando lo ve el guardia, saca una guitarra falsa y empieza a tocar con ella. Cuando el grupo sale del banco se van en el Cadillac, el cual es conducido por Dave Holland.

## Versiones
Tras su lanzamiento ha sido incluida en todas las giras en vivo de la banda, a su vez en algunos álbumes en directo, recopilatorio y en algunos DVD, como también en recopilaciones sobre el heavy metal en general. Por otro lado, ha sido versionada por otras bandas de diversos subgéneros musicales, tanto para sus álbumes respectivos o tributos y en algunas presentaciones en vivo. Algunas de ellas son Hammerfall, Stryper, Motörhead, Doro, Therapy?, Hayseed Dixie, The Cooters, The Meteors, Berri Txarrak, Ensiferum, Manolo Kabezabolo, Interpuesto, Medical Murder y Arch Enemy entre muchos otros.

## Otras apariciones
De igual manera ha aparecido en algunos videojuegos como en el Rock Band 2, Scarface: The World Is Yours y Guitar Hero Live. En programas de televisión como en el capítulo «Las chicas sólo quieren sumar» de Los Simpson, cuando al bajar los niños del autobús Otto Mann la pone en su estéreo, y en Beavis and Butt-Head, los protagonistas cantan el coro generalmente cuando hacen algo ilegal y en un capítulo cuando lavan un perro cantan «washing the dog» con el ritmo de la canción. En 2014, la banda apareció cantando el tema en el capítulo «Roba este episodio» de Los Simpson, cambiando la letra original del coro por «respecting the law, copyright law». En el siguiente capítulo el mensaje de Bart en la pizarra dice «Judas Priest isn't Death Metal» en referencia a que en este episodio mencionan que la música que hace Judas Priest es death metal que en la traducción latina se dijo metal mortífero, pero sobre esta traducción no hubo corrección alguna.

## Lista de canciones
| N.º | Título             | Escritor(es)             | Duración |  |
| 1.  | «Breaking the Law» | Halford, Downing, Tipton | 2:35     |  |
| 2.  | «Metal Gods»       | Halford, Downing, Tipton | 4:01     |  |

## Músicos
- Rob Halford: voz
- K.K. Downing: guitarra eléctrica
- Glenn Tipton: guitarra eléctrica
- Ian Hill: bajo
- Dave Holland: batería